# Cão Fila de São Miguel
Der Cão Fila de São Miguel ist eine von der FCI anerkannte Hunderasse von den Azoren, Portugal (FCI-Gruppe 2, Sektion 2.1, Standard Nr. 340).

## Herkunft und Geschichtliches
Der Cão Fila de São Miguel stammt von der Hauptinsel der Azoren, Sao Miguel. Zu seinen Vorfahren gehört vermutlich auch der spanische Alano. Durch die relative Abgeschiedenheit, den engen Raum einer Insel und die klimatischen Bedingungen entwickelte sich ein einheitlicher Hundetyp. 1995 erfolgte die vorläufige Anerkennung durch die FCI.

## Beschreibung
Ein mittelgroßer bis großer Hund (bis 62 cm, 35 kg), kurzhaarig, ist meist braun oder aschgrau gestromt, weiße Abzeichen an Brust und Pfoten sind erlaubt. Auf den Azoren werden die Ohren traditionell abgerundet kupiert, so dass der Hund ein leopardenähnliches Aussehen bekommt. Im natürlichen Zustand sind die Ohren mittelgroß und abstehend hängend.

## Verhalten
Der Cão Fila de São Miguel ist von sehr lebhaftem und dominantem Temperament. Da er viel Aufmerksamkeit, eine Aufgabe, z. B. etwas zu bewachen oder zu schützen, und reichlich Auslauf benötigt, ist die Hunderasse eher kein familienfreundlicher Hund.

## Wesen
Der Fila São Miguel ist ein ausgezeichneter Treibhund und zugleich ein effektiver Schutzhund und Wächter. Mit seinem ausgeprägten Temperament zeigt er hohe Intelligenz und ist gut führbar. Beim Treiben von Vieh beißt er vorsichtig, um Verletzungen zu vermeiden, und reagiert instinktiv höher, wenn das Vieh flüchtet.
Häufig wird fälschlicherweise angenommen, dass diese Rasse aggressiv ist. In Wahrheit wird kein Fila aggressiv geboren; Aggressivität kann vom Halter gefördert werden. Traditionell wird der Fila auf den Azoren nicht nur als Treibhund, sondern auch als Schutzhund für Rinderherden und den Hof eingesetzt. Bereits im Welpenalter zeigt er Misstrauen gegenüber Fremden, was durch frühzeitige Sozialisierung jedoch gemildert werden kann. Mit der richtigen Erziehung bleibt der Fila São Miguel sozial und neutral, wobei sein natürlicher Schutztrieb kontrolliert werden sollte, um spätere Probleme in der Gesellschaft zu vermeiden.

## Verwendung
Wach- und Schutzhund, Viehtreiber